# Eupithecia dilutaria
Eupithecia dilutaria är en fjärilsart som beskrevs av Kolossow 1936. Eupithecia dilutaria ingår i släktet Eupithecia och familjen mätare. Inga underarter finns listade i Catalogue of Life.